# Liste des interstates en Virginie-Occidentale
Les Interstates en Virginie-Occidentale font partie du réseau des autoroutes inter-états et sont entretenues par le West Virginia Division of Highways (WVDOH). L'état compte six autoroutes principales et une autoroute auxiliaire. En plus, deux autoroutes principales sont projetées.

## Liste des autoroutes principales
| Numéro       | Longueur (mi) | Longueur (km) | Terminus sud / ouest                                         | Terminus nord / est                                                      | Créée    | Notes |
| ------------ | ------------- | ------------- | ------------------------------------------------------------ | ------------------------------------------------------------------------ | -------- | ----- |
| I-64         | 188,75        | 303,76        | I-64 à la frontière du Kentucky près de Kenova               | I-64 / US 60 à la frontière de la Virginie près de White Sulphur Springs | 1956     |       |
| I-68         | 31,50         | 50,70         | I-79 à Morgantown                                            | I-68 à la frontière du Maryland près de Hazelton                         | 1991     |       |
| I-70         | 14,45         | 23,26         | I-70 à la frontière de l'Ohio à Wheeling                     | I-70 à la frontière de la Pennsylvanie près de Wheeling                  | 1963     |       |
| I-73         | —             | —             | I-73 à la frontière de la Virginie                           | I-73 à la frontière de l'Ohio                                            | proposée |       |
| I-74         | —             | —             | I-74 à la frontière de l'Ohio                                | I-74 à la frontière de la Virginie                                       | proposée |       |
| I-77         | 187,21        | 301,29        | I-77 / US 52 à la frontière de la Virginie près de Bluefield | I-77 à la frontière de l'Ohio à Williamstown                             | 1956     |       |
| I-79         | 160,52        | 258,33        | I-77 près de Charleston                                      | I-79 à la frontière de la Pennsylvanie près de Granville                 | 1967     |       |
| I-81         | 26,00         | 42,00         | I-81 à la frontière de la Virginie à Ridgeway                | I-81 à la frontière du Maryland près de Marlowe                          | 1963     |       |
| - Non-ouvert |               |               |                                                              |                                                                          |          |       |

## Liste des autoroutes auxiliaires
| Numéro | Longueur (mi) | Longueur (km) | Terminus sud / ouest                      | Terminus nord / est | Créée | Notes |
| ------ | ------------- | ------------- | ----------------------------------------- | ------------------- | ----- | ----- |
| I-470  | 3,94          | 6,34          | I-470 à la frontière de l'Ohio à Wheeling | I-70 à Wheeling     | 1976  |       |
|        |               |               |                                           |                     |       |       |